# Scabellum

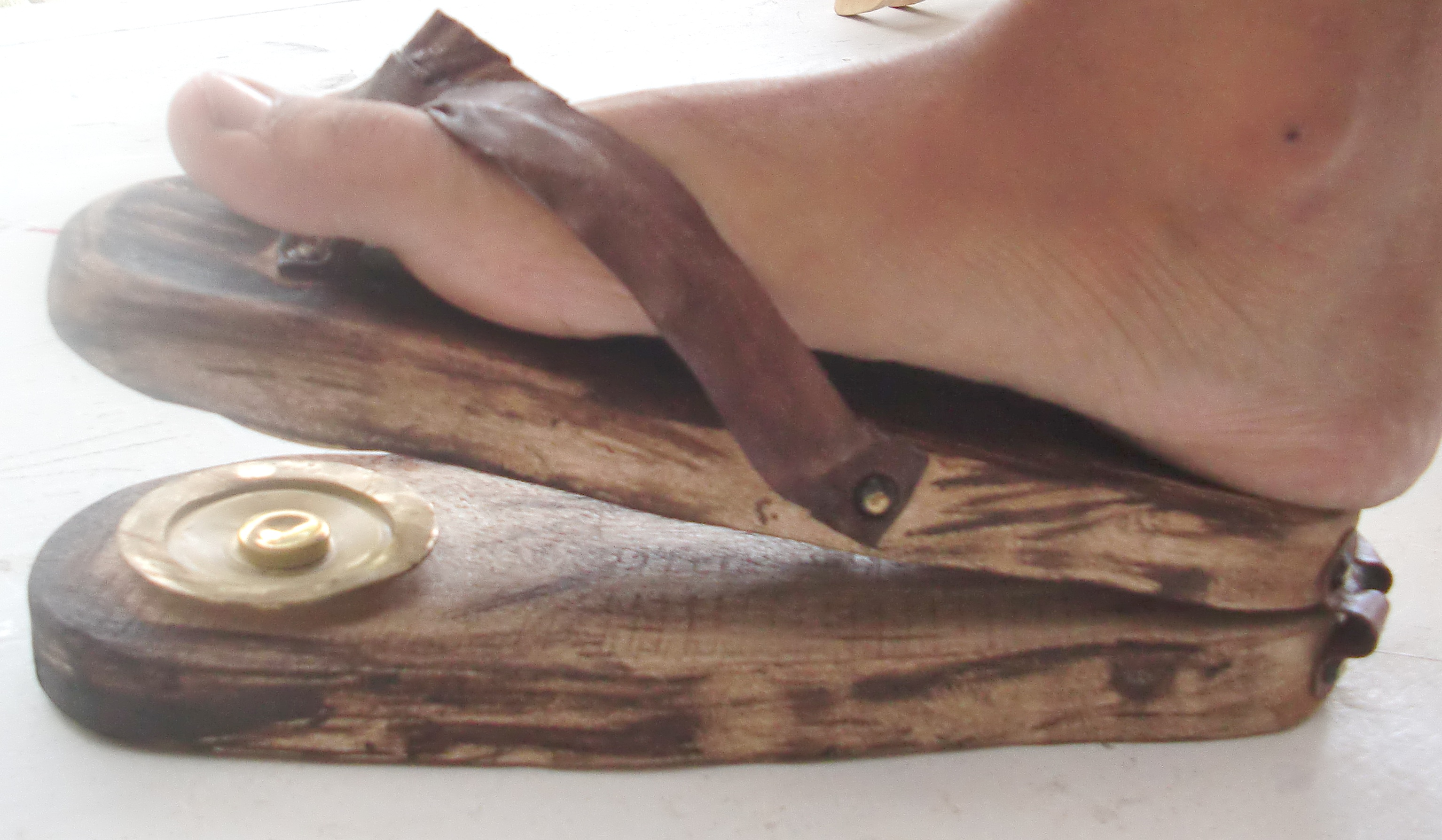
Reconstitution d'un scabellum, instrument des aulètes de la Rome antique servant à marquer le rythme.

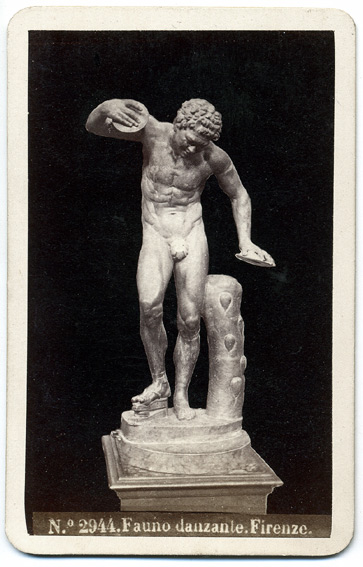
Faune dansant avec un scabellum.

Le scabellum, latin scabellum (au pluriel scabella), grec ancien « kroupezion » (krupalon, krupezon), est une sorte de cliquette portée comme une sandale au pied droit, utilisée dans l'antiquité par le chef d'orchestre ou de chœur ou l'aulète pour marquer le rythme.

## Histoire
Le nom grec κρουπέζα (kroupeza, courpeza) était plutôt associé[évasif] aux sabots en bois utilisés pour écraser les olives.
C'est un instrument unique à l'Antiquité, qui n'a pas été retrouvé ailleurs. Il apparaît dans l'épigraphie au IIe siècle av. J.-C..
Montesquieu en a fait une description dans son livre Voyage d'Italie dans le portrait « Le Petit Faune » ; il utilise un barbarisme pour le nommer : crupetius.

## Description
Le scabellum est composé de deux plaques de bois, formant deux semelles épaisses (entre 5  et   10 cm) reliées par une charnière à l'arrière ; l'instrument pouvait aussi être métallique. Deux petites cymbales étaient souvent fixées ; il peut ainsi être considéré comme un ancêtre du charleston dans le jazz et le rock. Les musiciens jouant de cet instrument ne se déplaçaient pas.

## Utilisation
C'est un instrument peu courant en Grèce, utilisé uniquement lorsqu'il y avait beaucoup de musiciens, mais jamais par les aulètes ou citharèdes virtuoses. Le scabellum est devenu à Rome une percussion à part entière, associée à l'aulos et utilisée suivant accompagnement rythmique ou pour marquer certains événements dans les spectacles de danse et de pantomime.
Les scabillarii (joueurs de scabellum) ne portaient ce nom qu'en tant que membres de leur corporation : le reste du temps c'étaient des tibicines, des joueurs d'aulos.